# Jaden Hardy
Jaden Hardy (Detroit, 5 luglio 2002) è un cestista statunitense, professionista nella NBA con i Dallas Mavericks.

## Carriera
Dopo aver trascorso la prima stagione professionistica con la NBA G League Ignite, al Draft NBA 2022 viene chiamato con la trentasettesima scelta dai Sacramento Kings, che lo cedono subito ai Dallas Mavericks.

## Statistiche

### NBA

#### Regular Season
| Anno      | Squadra          | PG  | PT | MP   | TC%  | 3P%  | TL%  | RP  | AP  | PRP | SP  | PP  |
| --------- | ---------------- | --- | -- | ---- | ---- | ---- | ---- | --- | --- | --- | --- | --- |
| 2022-2023 | Dallas Mavericks | 48  | 5  | 14,8 | 43,8 | 40,4 | 82,3 | 1,9 | 1,4 | 0,4 | 0,1 | 8,8 |
| 2023-2024 | Dallas Mavericks | 73  | 7  | 13,5 | 40,7 | 36,2 | 77,6 | 1,8 | 1,5 | 0,3 | 0,1 | 7,3 |
| 2024-2025 | Dallas Mavericks | 57  | 3  | 15,9 | 43,5 | 38,6 | 69,8 | 1,6 | 1,4 | 0,5 | 0,1 | 8,7 |
| Carriera  | Carriera         | 178 | 15 | 14,6 | 42,5 | 38,1 | 76,3 | 1,7 | 1,4 | 0,4 | 0,1 | 8,1 |

#### Playoffs
| Anno     | Squadra          | PG | PT | MP  | TC%  | 3P%  | TL%  | RP  | AP  | PRP | SP  | PP  |
| -------- | ---------------- | -- | -- | --- | ---- | ---- | ---- | --- | --- | --- | --- | --- |
| 2024     | Dallas Mavericks | 19 | 0  | 6,8 | 42,6 | 40,7 | 73,3 | 0,8 | 0,9 | 0,2 | 0,0 | 4,2 |
| Carriera | Carriera         | 19 | 0  | 6,8 | 42,6 | 40,7 | 73,3 | 0,8 | 0,9 | 0,2 | 0,0 | 4,2 |

#### Massimi in carriera
- Massimo di punti: 29 vs Utah Jazz (6 febbraio 2023)[4]
- Massimo di rimbalzi: 8 vs Memphis Grizzlies (13 marzo 2023)
- Massimo di assist: 5 vs San Antonio Spurs (9 aprile 2023)
- Massimo di palle rubate: 3 vs Indiana Pacers (27 marzo 2023)
- Massimo di stoppate: 1 (7 volte)
- Massimo di minuti giocati: 41 vs Memphis Grizzlies (13 marzo 2023)

### G League
| Anno      | Squadra         | PG | PT | MP   | TC%  | 3P%  | TL%  | RP  | AP  | PRP | SP  | PP   |
| --------- | --------------- | -- | -- | ---- | ---- | ---- | ---- | --- | --- | --- | --- | ---- |
| 2021-2022 | G League Ignite | 12 | 12 | 32,2 | 35,1 | 26,9 | 88,2 | 4,6 | 3,2 | 1,3 | 0,3 | 17,7 |
| 2022-2023 | Texas Legends   | 11 | 10 | 33,3 | 54,6 | 49,0 | 88,4 | 4,5 | 3,9 | 0,8 | 0,7 | 28,8 |
| Carriera  | Carriera        | 23 | 22 | 32,7 | 44,4 | 39,1 | 88,3 | 4,6 | 3,5 | 1,0 | 0,5 | 23,0 |

## Palmarès
- McDonald's All-American (2021)